# Эдвин ап Гуриад
Эдвин ап Гуриад (валл. Edwin ap Gwriad; XI век) — король Гвента до 1045 года.

## Биография
Дед Эдвина неизвестен по имени: возможно был младшим братом Ноуи.
Эдвин унаследовал власть над Гвентом в 1015 или 1020 году, став преемником Родри и Грифида, сыновей Элиседа.
«Гвентианская хроника» за 1032 год сообщает, что «саксы пришли в Гламорган, и в Истрадиуайне произошло сражение, где они убили Кинана ап Сейсилла (брата Лливелина) и всех его сыновей». Тогда же его брат, Ротперт, лорд Эссиллта, победил саксов и заключил мир с Иестином.
В 1034 году Гвент был якобы захвачен Канутом Великим.
Ничего не известно о потомках Эдвина ап Гуриада. Он был последним независимым королем Гвента, и держал суверенитет, пока не был его лишён, ослеплён и заключён в тюрьму Меуригом ап Хивелом ап Оуайном.